# USS LST-483
O USS LST-483 foi um navio de guerra norte-americano da classe LST que operou durante a Segunda Guerra Mundial.